# Berchtold László
Ungersützi gróf Berchtold László Mária Antal (Berchtoldt; Gács, 1829. február 16. – Döbling, 1885. április 12.) országgyűlési képviselő, nyitrai főispán.

## Élete
A gróf Berchtold család három tagját (Antal, Ferenc és József) honfiúsították 1751-ben. Berchtold Ferenc besztercebányai püspök lett. László Antal ágából származott. Szülei Berchtold József ispán és Forgách Ottília voltak.
Előbb katona volt, az olasz harcszíntéren küzdött és meg is sebesült. Őrnagyként szerelt le. Politikai színtérre lépve, a nyitrai Deák-párt elnöke volt. 1883 nyarától Nyitra vármegye főispán lett. A mezőgazdaság fejlesztése terén volt aktív, illetve küzdött a pánszlávizmus ellen. Császári királyi kamarás volt.
1884 augusztusától Döblingben kezelték. 1885 márciusában elmebetegsége miatt gondnokság alá helyezték. Nagysurányban a családi sírboltban temették el.
Titkára volt Dombay Ede. 1883-ban részt vett Vámbéry Ármin nyitrai előadásán. Jelen volt Mailáth György zavari temetésén. A nyitramegyei gazdasági egyesület elnöke volt. Nyitra és vidéke aggharczos társulatának védnöke. Halála után nagysurányi birtokát Pallavicini Alfonz őrgróf 700 ezer forintért vette meg.
Első felesége szendrői gróf Török Anna (1836-1865), második felesége Török Jozefin, fiai Kázmér (1877-1946) és a 16 évesen elhunyt László (1863-1878) voltak.